# BANG THE BEAT
「BANG THE BEAT」（バン・ザ・ビート）は、2010年7月14日に発売された氷室京介の26枚目のシングル。発売元はEMIミュージック・ジャパン。

## 概要
- 前作「SWEET REVOLUTION／IN THE NUDE 〜Even not in the mood〜」から約3年9ヶ月ぶりとなった本作は作詞を、KAT-TUNへの提供曲「Keep the faith」の共同制作を行ったSPINが担当した。

## 収録曲
1. BANG THE BEAT
  - 作詞：SPIN / 作曲：氷室京介 / 編曲：氷室京介・小倉博和

アサヒ飲料『グリーンコーラ』コマーシャルソング（本人出演）。
2019年2月16日よりLIVE MAXのCMソングとしても使用された[1]。
2. Safe And Sound (feat. Gerard Way)
  - 作詞・作曲・編曲：Gerard Way

ジェラルド・ウェイとのコラボレート。
スクウェア・エニックスが開発した映像作品『ファイナルファンタジーVII アドベントチルドレン コンプリート』テーマソング

## 収録アルバム
BANG THE BEAT
- "B"ORDERLESS (アルバムバージョン)
- KYOSUKE HIMURO 25th Anniversary BEST ALBUM GREATEST ANTHOLOGY
- L'EPILOGUE

Safe And Sound
- "B"ORDERLESS

## ライブ映像作品
BANG THE BEAT
- KYOSUKE HIMURO TOUR2010-11 BORDERLESS 50×50 ROCK'N'ROLL SUICIDE
- SPECIAL GIGS THE BORDERLESS FROM BOØWY TO HIMURO
- COUNTDOWN LIVE CROSSOVER 12-13
- KYOSUKE HIMURO 25th Anniversary TOUR GREATEST ANTHOLOGY -NAKED-FINAL DESTINATION DAY-01
- KYOSUKE HIMURO 25th Anniversary TOUR GREATEST ANTHOLOGY -NAKED-FINAL DESTINATION DAY-02
- KYOSUKE HIMURO TOUR2010-11 BORDERLESS 50×50 ROCK'N'ROLL SUICIDE at BUDOKAN
- KYOSUKE HIMURO LAST GIGS
- KYOSUKE HIMURO THE COMPLETE FILM OF LAST GIGS

## 参加ミュージシャン
- 小倉博和（山弦） - ギター
- 美久月千晴 - ベース
- 山木秀夫 - ドラム